# Laguna La Picasa
La laguna La Picasa es una laguna compartida por dos provincias argentinas: el extremo medio inferior occidental de la provincia de Santa Fe (Departamento General López), y el extremo noroccidental de la provincia de Buenos Aires (Partido de General Pinto).

## Geografía
Posee una superficie de unos 300 km², y una cuenca endorreica (conformada por infinidad de lagunas y bañados) de 5500 km², que abarca también el extremo sudoriental de la provincia de Córdoba.
La cuenca endorreica total de la laguna La Picasa posee una superficie de:
- 2100 km² en territorio santafesino
- 2500 km² en territorio cordobés
- 900 km² en territorio bonaerense

### Población
Toda la cuenca de la laguna posee unos 100.000 habitantes (ya que incluye la ciudad de Rufino (SF).

### Coordenadas
La laguna La Picasa se encuentra aproximadamente entre 34°19′00″S 62°23′00″O / -34.31667, -62.38333 y 34°22′00″S 62°9′00″O / -34.36667, -62.15000.

## Hidrología
Durante el Hemiciclo Seco 1920 a 1973, la altura de las aguas alcanzaba un máximo de 104,5 m s. n. m. Al recomenzar el Hemiciclo Húmedo 1973 a ¿2020? (el anterior fue el estudiado por el sabio Florentino Ameghino; entre 1870 a 1920), la cota ascendió, superando los 106 m s. n. m., pasando de un área de ocupación de agua de 40 km² a 300 km² 

Laguna La Picasa antes de las obras de drenaje de 2006. Tanto la RN 7 como las vías del ferrocarril se encontraban bajo el agua.

### Inundaciones
- Al ser una cuenca cerrada, sin conexión al mar, el colector final es el propio cuerpo de la laguna.
- La cuenca posee un bajo potencial de escurrimiento y de infiltración, sin vías de escurrimiento marcadas.
- Lentísima salida del agua de la cuenca: se produce por evaporación e infiltración.
- Al ambiente natural del sistema se le agrega la reactivación del Hemiciclo Húmedo, con precipitaciones ascendentes desde 1973. Aunque el factor potenciador de las inundaciones fueron lluvias extraordinarias duplicadas, a partir de septiembre de 1997.
  - Primer pulso crítico: desde septiembre de 1997 hasta agosto de 1998, con 1400 mm de lluvia.
  - Segundo pulso crítico: desde septiembre de 1998 hasta agosto de 1999, con 1200 mm de lluvia.
  - Tercer pulso crítico: desde septiembre de 1999 hasta agosto de 2000, con 2000 mm de lluvia
- Causas antrópicas:
  - agriculturización de la región (por la excelencia del Hemiciclo Húmedo), en contraposición de los campos ganaderos (en el Hemiciclo Seco).1975.
- infraestructura vial, férrea, canales, con alteos subnormales.

### Corte en la provincia de Santa Fe
En 2006 comenzó un bombeo para bajar el nivel de agua de la laguna La Picasa, por medio de una estación de bombeo en Diego de Alvear. Esta estación se complementó con otra construida al sur de la laguna.
El 1 de febrero de 2006 comenzó la obra para reconstruir el tramo afectado de la ruta 7 usando piedras traídas de una cantera en la provincia de San Luis. Estas piedras se recubren con una malla. En julio de 2006 se pudo unir con piedra basalto ambos extremos de la laguna, con lo que pudieron circular camiones para continuar las obras de alteo de la ruta, que debía seguir hasta que la ruta esté dos metros por encima de la altura máxima del agua. En condiciones normales estaría a seis metros sobre el nivel del agua. La obra incluye un puente de 60 m en tres tramos de 20 m cada uno con un carril por sentido de circulación y un retorno en el centro de la laguna.
El tramo de 10,5 km se abrió a la circulación vehicular el 10 de junio de 2007.
El 20 de noviembre de 2008 después de dos años de obras se recuperó el tráfico de trenes en la línea San Martín gracias a la construcción de un pedraplén de 16 km que pasa sobre la laguna. Este trabajo constituyó la recuperación del tráfico de cargas directas entre Retiro y Mendoza, y abrió la posibilidad del regreso del tren de pasajeros. El 30 de diciembre de 2009 corrió el primer tren de pasajeros de forma excepcional en el marco de la Marcha Mundial por la Paz y la No Violencia (entre Retiro y Mendoza) utilizando el Pedraplén de La Picasa. La formación atravesó la laguna a 110 km/h.
El 6 de marzo de 2017, se volvió a cerrar el tránsito de manera indefinida por la Ruta Nacional 7 que cruzaba por el centro de la laguna debido a las lluvias constantes que volvieron a causar destrozos en la carretera y aumentando el nivel del agua.

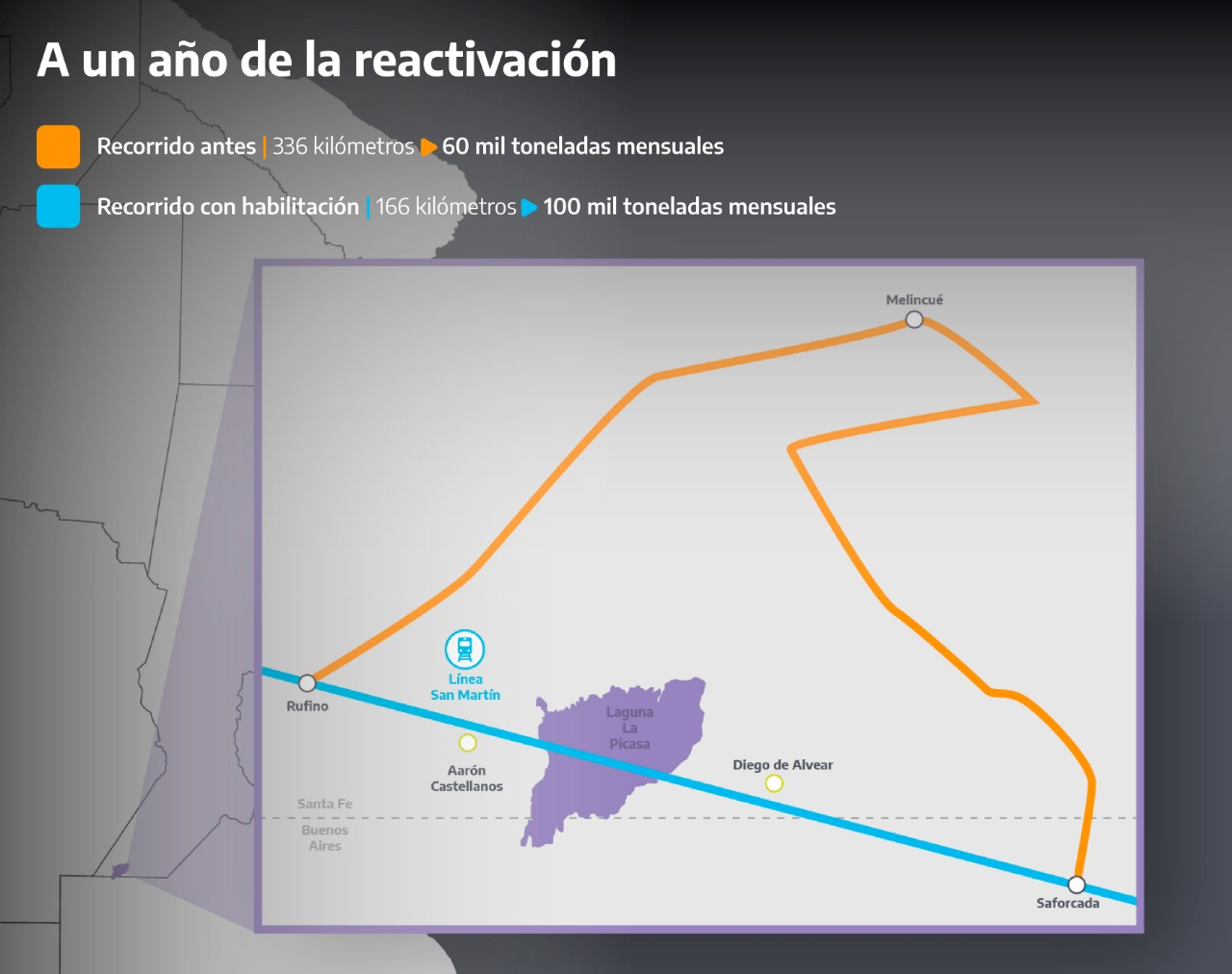
Obras de rehabilitación finalizadas en el año 2021 que permitieron retomar un recorrido más viable.

En septiembre de 2019, se anunciaron las obras para rehabilitar el tráfico de trenes en la línea San Martín. Las mismas consistieron en la reparación del pedraplén y el tendido de vías. Estas obras permitirían reanudar no sólo la circulación de trenes de carga, sino también el servicio de pasajeros hacia la ciudad de Rufino. Finalmente, las obras fueron concluidas en octubre de 2021.

## Información adicional
Los ferrocarriles de la Línea San Martín cruzan la laguna y las estaciones que separan esta son la Estación Diego de Alvear y la Estación Aarón Castellanos.